# Südasienspiele 2016/Badminton (Damenmannschaft)
Bei den Südasienspielen 2016 wurden vom 6. bis zum 10. Februar 2016 in Shillong sieben Badmintonwettbewerbe ausgetragen. Folgend die Ergebnisse der Damenmannschaften.

## Zeitplan
| Date                  | Time  | Event        |
| --------------------- | ----- | ------------ |
| Sonnabend, 6. Februar | 12:00 | Gruppenphase |
| Sonntag, 7. Februar   | 10:00 | Gruppenphase |
| Sonntag, 7. Februar   | 16:00 | Gruppenphase |
| Montag, 8. Februar    | 10:00 | Halbfinale   |
| Montag, 8. Februar    | 11:00 | Halbfinale   |
| Montag, 8. Februar    | 15:00 | Finale       |

## Gruppenphase

### Gruppe A
| Platz | Team        | Pld | W | L | MF | MA | MD | GF | GA | GD | PF  | PA  | PD   | Pts | Qualifikation |
| ----- | ----------- | --- | - | - | -- | -- | -- | -- | -- | -- | --- | --- | ---- | --- | ------------- |
| 1     | Indien      | 2   | 2 | 0 | 6  | 0  | +6 | 8  | 0  | +8 | 168 | 42  | +126 | 2   | Q             |
| 2     | Nepal       | 2   | 1 | 1 | 3  | 3  | 0  | 6  | 6  | 0  | 162 | 159 | +3   | 1   | Q             |
| 3     | Afghanistan | 2   | 0 | 2 | 0  | 6  | −6 | 0  | 8  | −8 | 39  | 168 | −129 | 0   |               |

### Gruppe B
| Platz | Team        | Pld | W | L | MF | MA | MD | GF | GA | GD  | PF  | PA  | PD   | Pts | Qualifikation |
| ----- | ----------- | --- | - | - | -- | -- | -- | -- | -- | --- | --- | --- | ---- | --- | ------------- |
| 1     | Sri Lanka   | 3   | 3 | 0 | 9  | 0  | +9 | 18 | 0  | +18 | 378 | 114 | +264 | 3   | Q             |
| 2     | Bangladesch | 3   | 2 | 1 | 6  | 3  | +3 | 12 | 6  | +6  | 299 | 279 | +20  | 2   | Q             |
| 3     | Pakistan    | 3   | 1 | 2 | 3  | 6  | −3 | 6  | 13 | −7  | 272 | 376 | −104 | 1   |               |
| 4     | Malediven   | 3   | 0 | 3 | 0  | 9  | −9 | 1  | 18 | −17 | 219 | 399 | −180 | 0   |               |

## Endrunde
|  | Halbfinale | Halbfinale  | Halbfinale |  |  | Finale | Finale    | Finale |
|  |            |             |            |  |  |        |           |        |
|  |            |             |            |  |  |        |           |        |
|  | A1         | Indien      | 3          |  |  |        |           |        |
|  | B2         | Bangladesch | 0          |  |  |        |           |        |
|  |            |             |            |  |  | A1     | Indien    | 3      |
|  |            |             |            |  |  | B1     | Sri Lanka | 0      |
|  | A2         | Nepal       | 0          |  |  |        |           |        |
|  | B1         | Sri Lanka   | 3          |  |  |        |           |        |
|  |            |             |            |  |  |        |           |        |